# Hrabstwo St. Charles
Hrabstwo St. Charles (ang. St. Charles County lub Saint Charles County) – hrabstwo w stanie Missouri w Stanach Zjednoczonych. Obszar całkowity hrabstwa obejmuje powierzchnię 592,35 mil2 (1 534 km²). Według danych z 2019 r. hrabstwo miało 402 tys. mieszkańców. Hrabstwo powstało w 1812 roku i nosi imię świętego Karola Boromeusza, po uprzednio istniejącym na tym obszarze hiszpańskim dystrykcie San Carlos.

## Sąsiednie hrabstwa
- Hrabstwo Calhoun (Illinois) (północ)
- Hrabstwo Jersey (Illinois) (północny wschód)
- Hrabstwo Madison (Illinois) (wschód)
- Hrabstwo St. Louis (południowy wschód)
- Hrabstwo Franklin (południe)
- Hrabstwo Warren (zachód)
- Hrabstwo Lincoln (północny zachód)

## Miasta
- Augusta
- Cottleville
- Dardenne Prairie
- Flint Hill
- Foristell
- Lake St. Louis
- New Melle
- O’Fallon
- Portage Des Sioux
- St. Charles
- St. Paul
- St. Peters
- Weldon Spring
- Wentzville
- West Alton

## Wioski
- Defiance (CDP)
- Josephville
- Weldon Spring Heights